# Дельта-L
«Дельта-L» — американская ракета-носитель лёгкого класса, семейства Дельта.

## История пусков
| 1 | 27 августа 1969 года | 540/D-73 | Пионер-E |  |  |  | Канаверал SLC-17A | Авария |
| 2 | 31 января 1972 года  | 564/D-87 | HEOS 2   |  |  |  | Ванденберг SLC-2E | Успех  |